# Mike Machette
Mike Machette (Belvedere, 27 gennaio 1951) è un ex tennista statunitense.

## Carriera
In carriera ha raggiunto tre finali di doppio. Nei tornei del Grande Slam ha ottenuto il suo miglior risultato raggiungendo i quarti di finale di doppio a Wimbledon nel 1972, in coppia con il messicano Raúl Ramírez.

## Statistiche

### Doppio

#### Finali perse (3)
| Numero | Anno              | Torneo                                          | Superficie  | Compagno    | Avversari in finale       | Punteggio |
| 1.     | 31 agosto 1974    | Pennsylvania Lawn Tennis Championship, Merion   | Erba        | Fred McNair | Roy Barth Humphrey Hose   | 6-7, 2-6  |
| 2.     | 26 settembre 1977 | Southern Californian Championships, Los Angeles | Cemento     | Tom Leonard | Sandy Mayer Frew McMillan | 2-6, 3-6  |
| 3.     | 23 aprile 1978    | Houston Open, Houston                           | Terra rossa | Tom Leonard | Wojciech Fibak Tom Okker  | 5-7, 5-7  |